# アッパレやってまーす!
『アッパレやってまーす!』は、2014年4月1日からMBSラジオで放送されているラジオ番組。シリーズに当たる『ちょこっとやってまーす! → アッパレやってまーす！〜土曜日です〜』『アッパレ!ラジオトーカーやってまーす』についても、記載する。

## 概要
かつて毎日放送で放送されていたラジオ番組『オレたちやってま〜す』の流れを汲む番組で、アイドル、お笑い芸人、ミュージシャンと多彩なジャンルのパーソナリティが共演しているのが特徴である。出演者には同じく同局で放送されている『ゴチャ・まぜっ!』に出演していたタレントが多数起用されており、『ゴチャ・まぜっ!』の番組内容を引き継いでいるものもある。番組タイトルは「天晴な内容で放送をやっています」を略している。
月曜から木曜日まで放送されており、曜日ごとに出演者やコーナーが異なる。全曜日共通の事項は、最初に挨拶するレギュラーがメインMCで、女性レギュラーのうち1名がメール呼び込みなどの告知を担当するアシスタント的な立場も担っている。各曜日のタイトルは『アッパレやってまーす!』だけや『アッパレやってまーす!○曜日』と呼称される。新番組情報や番組開始当初のナイター中継放送終了時の「このあとの番組」の時間告知で、番組名を『アッパレ○○（各曜日メインMCの名前）やってまーす!』としていたが、当初から放送内では使われなかった。
放送は東京支社のスタジオから行われている。2021年9月までは『火曜日』・『木曜日』は基本生放送を行っていたが、放送時間が繰り下げになった影響で2021年10月からは全曜日が収録放送となった。月 - 木曜日は隔週2本録り（2本目の放送週が次回分の収録週）、土曜日は枠移動前の生放送時と同様に毎週木曜日22時から収録されている（土曜日に関しては年末年始の放送に限り2本録りを行っている）。
2021年秋改編で当番組を放送していた枠で『MBSヤングタウン』の月曜 - 木曜の放送を22年ぶりに再開することになったため、当番組は90分繰り下げた23:30からの放送となり一部出演者の担当曜日変更や交代などが行われた。
毎年改編期には一部出演者の担当曜日変更・交代や番組移動などがある。ただし、プロデューサーの神津の意向で事前に新パーソナリティの名前が発表されず、就任当日の放送まで徹底的に伏せることが恒例である。MBSラジオの改編発表にも名前は無く、近年はわざと改編期の切り替えからずらしてパーソナリティを入れ替える。
日曜（土曜深夜）放送の『ちょこっとやってまーす! → アッパレやってまーす!〜土曜日です〜』は番組タイトルや放送時間は異なっているが、公式サイトが共通でテーマ曲は同じものが使用されている。『〜土曜日です〜』になってからのタイトルコールは平日同様に『アッパレやってまーす!』のみになっている。
2020年4月16日までの木曜放送分はジャニーズ事務所所属タレントが出演し、長らくradikoプレミアムでのエリアフリー聴取とタイムフリー聴取ができなかった（関西地区のライブ聴取は可能であった）。2018年4月1日以降は解禁され、聴取可能となった。

## 放送時間
- 2014年4月1日 - 2015年3月29日
  - 火曜日 - 木曜日：22時00分 - 23時30分
  - ちょこっと：日曜日（土曜深夜）0時30分 - 1時50分
- 2015年3月31日 - 2016年3月27日
  - 火曜日（月曜深夜）：0時30分 - 2時00分
  - 火曜日 - 木曜日：22時00分 - 23時30分
  - ちょこっと：日曜日（土曜深夜）0時30分 - 1時50分
- 2016年3月28日 - 2017年4月2日
  - 月曜日 - 木曜日：22時00分 - 23時30分
  - ちょこっと：日曜日（土曜深夜）0時30分 - 1時50分
- 2017年4月3日 - 2020年4月2日
  - 月曜日 - 木曜日：22時00分 - 23時30分
  - ちょこっと：日曜日（土曜深夜）0時00分 - 1時20分
- 2020年4月5日 - 2021年9月30日
  - 月曜日 - 木曜日：22時00分 - 23時30分
  - 土曜日です：日曜日（土曜深夜）0時00分 - 1時30分
- 2021年10月4日 - 現在
  - 月曜日 - 木曜日：23時30分 - 翌1時00分
  - 土曜日です：日曜日（土曜深夜）0時00分 - 1時30分

## 月曜日
2021年10月11日からの出演者
- クロちゃん（安田大サーカス）（2021年10月11日 - ）
- 坪倉由幸（我が家）（2021年10月11日 - ）
- 二階堂高嗣（Kis-My-Ft2）（2021年10月11日 - ）
- 岩崎諒太（2021年10月11日 - ）
- 坂ノ上茜（2021年4月12日 - ）
- 矢吹奈子（2022年4月25日 - ）

過去の出演者
- 須田亜香里（当時SKE48、2015年3月31日 - 2016年3月22日）
- 田野辺実鈴（2015年3月31日 - 2016年3月22日）
- アンガールズ（山根良顕・田中卓志、2015年3月31日 - 2017年4月3日）
- TETSUYA（L'Arc〜en〜Ciel、2016年4月4日 - 2017年4月3日）
- 内田理央（2016年4月4日 - 2018年3月26日）
- 坪倉由幸（我が家、2017年4月10日 - 2018年3月26日）
- 蒼井翔太（2017年4月10日 - 2018年3月26日）
- 山本彩（2016年4月18日 - 2020年4月6日）
- 谷まりあ（2019年6月10日 - 2021年4月5日）
- よゐこ（濱口優・有野晋哉）（2015年3月31日 - 2021年10月4日）
- 鈴木拓（ドランクドラゴン、2017年4月10日 - 2021年10月4日）- 2021年秋改編で木曜へ異動
- 鈴木美羽（2020年4月13日 - 2021年10月4日）- 2021年秋改編で木曜へ異動
- 若月佑美（2020年4月27日 - 2021年10月4日）

コーナー
- バクロちゃんのタレコミするしんのコーナー

出演者に関する暴露を「バクロちゃんメール」としてリスナーから募集するコーナー。
- みんなでやってきますのコーナー

出演者全員がやったことがないことを次回収録までに各々実施し、その成果を発表し合うコーナー。
- やる月ぴったりスターのコーナー

リスナーから来たお題について、出演者がどれ程好きかを10段階で発表し合い、全員の評価が一致することを目指すコーナー。
過去のコーナー
- アンガ田中の目くそ様のコーナー

リスナーからのお便りに田中が答えていくコーナー。このコーナーのみ田中本人がジングルを歌って始まるのが定例になっている。
- アンガ山根の毒の舌のコーナー

通称「毒舌ジジイ河童」と呼ばれる山根が、世の中の出来事について次々と斬っていくコーナー。
- LINEで大喜利のコーナー

出演者のLINE友達に大喜利を送り、その返ってきた答えを出演者が発表するコーナー。既読が付かなかった出演者には罰ゲームが用意されている。
- お夜食のコーナー

出演者が持ってきたお夜食を食べるコーナー。毎週出演者の中からクジで1人選び、当たった人は次週のお夜食を用意する。
- だーすーテレフォンクイズ

生放送の日のみに行われるコーナー。「だーすー」こと須田が毎回クイズを出したあと、リスナーに生電話し、そのリスナーに答えを求めるコーナー。正解だった場合は、須田と会話ができる。
- 高2男子・高2女子のお願い聞いて・あ・げ・るのコーナー

自称・高2男子・高2女子が言ってもらいたい台詞をリスナーから募集し、その台詞を内田理央・蒼井翔太が心を込めて色っぽく言ってくれるコーナー。
- さや姉をMUKIMPOしよう!!のコーナー

何事にも動揺しないように見える山本彩があたふたするような暴露や無茶振りをリスナーから募集するコーナー。

### NGT48北原里英 いまきたラジオやってまーす!
北原里英（当時AKB48 → 当時NGT48）が担当する内包番組。2015年6月30日までの番組タイトルは『AKB48北原里英 いまきたラジオやってまーす!』で、北原のNGT48移籍に伴い、2015年7月7日より番組名が変更された。
よゐこ担当の『オレたちゴチャ・まぜっ!』の中で2015年2月7日に放送開始され、2015年3月28日までは同番組で放送されていた。2015年3月31日（30日深夜）より『アッパレやってまーす! 月曜日』内で放送開始。2016年9月26日放送終了。
ゲスト
- 2016年

- 3月22日 - 4月18日：高城亜樹（当時AKB48）
- 7月4日：須田亜香里（当時SKE48）

ネット局：新潟放送（BSNラジオ）（2015年7月5日 - 、毎週月曜0時00分 - 0時10分〈日曜深夜〉） - この内包番組のみ放送。

### AKB48横山由依 アッパレ横山!任せてください
横山由依(当時AKB48)が担当する内包番組。2016年10月3日放送開始、2018年3月26日放送終了。
ゲスト
- 2017年12月11日 - 2018年1月8日：向井地美音（AKB48）

### アッパレ伊波!1名様やってまーす
伊波杏樹が担当する内包番組。2018年4月2日放送開始。放送時間は23時15分 - 23時30分→0時45分 - 1時00分。

## 火曜日

### 2020年度 - 現在
出演者（2020年4月7日 - ）
- くっきー!（野性爆弾）（2020年4月7日 - ）
- 小栗有以（AKB48）（2020年4月7日 - ）
- ハリウッドザコシショウ（2022年4月12日 - ）
- みなみかわ（2022年4月12日 - ）
- 岬なこ（2024年4月23日 -  ）
- 金魚番長（2025年2月25日 - ）
- 令和ロマン（髙比良くるま・松井ケムリ）（2022年4月12日 - ） - 9番街レトロと隔週入れ替えでお便りのコーナーから片方、他のコーナーから両方出演。2023年9月12日放送分までは10分出演のコーナーのみ出演。
- 9番街レトロ（京極風斗・なかむら☆しゅん）（2022年4月12日 - ） - 令和ロマンと隔週入れ替えでお便りのコーナーから片方、他のコーナーから両方出演。2023年9月19日放送分までは10分出演のコーナーのみ出演。

※令和ロマン髙比良くるまと9番街レトロは2025年2月18日より令和ロマン松井ケムリは2025年2月25日より出演を見合せ
過去の出演者
- アインシュタイン（稲田直樹・河井ゆずる）（2020年4月7日 - 2022年4月5日）
- 内田雄馬（2020年4月7日 - 2023年4月4日）
- 若井友希（2023年4月11日 - 2024年4月16日）

### 代役出演者・ゲスト
2020年4月7日以降
代役出演者
- 2020年

- 12月8日：宮崎美穂（当時AKB48）- 小栗欠席

- 2022年

- 2月15日・22日：村山彩希（AKB48）（水曜日出演者)- 小栗欠席
- 3月1日・8日：茂木忍（当時AKB48）- 小栗欠席
- 5月24日：行天優莉奈（当時AKB48・現KLP48）- 小栗欠席

ゲスト
- 2022年

- 1月18日：岡部麟（当時AKB48）- アインシュタイン（稲田直樹・河井ゆずる）欠席
- 1月25日：スパイク - 内田・アインシュタイン（稲田直樹・河井ゆずる）欠席
- 2月1日：川原克己（天竺鼠） - くっきー 欠席

### 2018 - 2019年度
出演者（2018年4月10日 - 2020年3月31日）
- 宮迫博之（当時雨上がり決死隊、2018年4月10日 - 2019年6月18日）
- 小沢一敬（スピードワゴン）
- 松田大輔（東京ダイナマイト）
- 筧美和子

### 2015 - 2017年度
出演者（2015年3月31日 - 2018年4月3日）
- ロンドンブーツ1号2号（田村淳・田村亮）
- 吉木りさ
- 篠崎愛（2015年4月7日 - 2017年4月4日・11月7日 - 2018年4月3日）
- 久松郁実（2016年4月5日 - 2018年4月3日）
- ニューヨーク（嶋佐和也・屋敷天晴〈てんせい〉、2017年4月11日 - 2018年4月3日）

過去の出演者
- 千鳥（大悟・ノブ、2015年5月19日 - 2017年4月4日）

コーナー
- 番組紹介文（2015年7月14日 - ）

「この番組は、毎週月曜日から木曜日まで、アイドル・芸人・ミュージシャンなど、様々なジャンルのメンバーがアッパレな番組をお届けする番組です。」と二重表現の番組紹介文に違和感を持った淳が、新しい番組紹介文の提案をリスナーに投げかけ、番組紹介文は毎週変更される。
- 神津梓プレゼンツ!神津様のコーナー（2017年7月4日 - ）

番組プロデューサー・神津様にリスナーから送られてきたお願い事を読み上げるコーナー。最も心に刺さったお願い事に選ばれたリスナーには「神津様オリジナル手形」がプレゼントされる。
過去のコーナー
- 亮くん言えるかなのコーナー

亮が早口言葉に挑戦。噛んだらポイントが増えていき、100ポイント貯まると罰ゲーム。100ポイントが貯まり（2015年6月30日）、亮の自腹で、番組ノベルティ「ガム」製作が決定（2015年7月7日）。
- 田村だけの部屋

ロンブー2人だけで、トークを行うコーナー。
- 篠崎愛の1stアルバムに、アッパレ火曜の曲を入れよう（2015年7月21日 - 9月8日）

現在制作中のアルバムに、アッパレ火曜で制作した楽曲を入れてもらおうとするコーナー。ノブ（早川先生）がロケ先のパリで作詞し、卍が作曲した「ごっつバンヤヤヤイーンやねん」が完成。『アッパレオレたちゴチャ祭〜万博からやってまーす〜』で、リスナーの前で披露された（2015年9月12日）。制作期間の都合によりアルバムには収録されない（2015年9月29日）。
- 亮くんできるかな?（2015年9月15日）

亮にチャレンジしてほしい企画をリスナーから募集し、クリアできたら番組ノベルティガムをプレゼントする。初回はお試しで「コーラ（300ml）を飲み切って30秒げっぷを我慢できるか？」に挑戦し、クリア。しかし、翌週より後述の新コーナーが開始したため1回限りで終了した。
- アッパレ火曜日のメンバーでフェスに出よう!（2015年9月22日 - ）

アッパレ火曜日のメンバーで来年の夏フェスに出るべく、篠崎とアイムD（大悟）による「ごっつバンヤヤヤイーンやねん」に続き、早川信行（ノブ）作詞・卍作曲による楽曲を制作していくコーナー。民謡が得意な吉木が歌う、沖縄をテーマにした「真夏のガフーフ」、水差し子（吉木）による演歌「水」、天王寺十三（てんのうじ・じゅうぞう）こと淳の「大阪の歌」を制作。
- エコリングpresentsお宝私物ナマ鑑定（2016年4月5日 - 9月6日）

レギュラー陣が持ってきたお宝私物を、エコリングの鑑定士がスタジオでナマ鑑定。月1（毎月第一週）コーナー。
- いくみんフィーチャーコーナー 久松に訊け!

返答がとにかく速い久松が、リスナーから送られてきた大喜利と人生相談を行う。
- 勝尾寺プレゼンツ! だるま様のコーナー（2015年10月13日 - 2017年6月27日）

勝ち運の寺として知られる勝尾寺のだるま様に、リスナーから送られてきた願い事を読み上げる。最も心に刺さった願い事に選ばれたリスナーには勝尾寺オリジナルアッパレだるまけん玉またはオリジナルグッズをプレゼント。
特別企画
- 亮さんの髪の毛プレゼント（2015年4月7日）

番組中に黒髪に染髪し、往復はがきを送ったリスナーには髪の毛をプレゼント。初回では、12通の往復はがきが届いた。
- 腋毛対決（2015年4月28日）

亮がゲスト千鳥ノブと抜いた腋毛の量で対決。ノブの勝利。
- 千鳥ノブの番組テーマソング作成プレゼン（2015年5月5日）

ゲスト千鳥ノブが番組テーマソング（オープニングアタック）に代わる曲「RED or GOLD」を作り、プレゼンをする。
- 千鳥との電話生中継（2015年5月19日）

千鳥レギュラー1回目の欠席裁判。愛知県半田市にいるノブと恵比寿にいる大悟と電話中継。
- 赤坂アッパレマラソンおよびカラオケ対決（2015年6月9日）

スペシャルウィーク特別企画。亮と大悟が毎日放送東京支社の外周を走り、吉木と篠崎がスタジオでカラオケ対決。それぞれ負ければ、罰ゲーム。
- マラソン罰ゲーム・大悟の小躍り（2015年6月23日）

自作うちわを持ち、小躍りをする。YouTubeの毎日放送のMBSラジオ公式チャンネルで、後日動画配信。
- マラソン罰ゲーム・吉木の小躍り（2015年6月30日）

ハワイで撮影した動画は、YouTubeの毎日放送のMBSラジオ公式チャンネルで、後日配信。
- 新旧女性レギュラー 赤坂アッパレハンバーグ-1グランプリ（2015年7月7日）

吉木と篠崎、ゲストの久松と朝比奈が、それぞれハンバーグをつくって持参。出演男性陣が試食し、採点する。結果は、1位朝比奈、2位篠崎、3位吉木、4位久松。
- 赤坂アッパレデザイン大会イラスト選手権（2015年7月14日）

吉木と篠崎、ゲストの久松と朝比奈が、それぞれ番組ノベルティ「ガム」の包装デザインを作成し、対決する。結果は、1位篠崎、2位久松、3位吉木、4位朝比奈。
- 赤坂アッパレ咀嚼ラジオ（2015年8月11日）

前週のリスナー投稿により、特別企画に発展。吉木と篠崎が咀嚼音で対決。篠崎の勝利。
- 卍のクリスマスソングに歌詞をつけよう（2015年11月24日）

卍が作曲したクリスマスソングに、歌企画で全作詞を担当しているノブ（早川先生）と、唯一企画に参加できていないロンブー亮による作詞対決。ノブが勝利。
- スペシャルウィーク目前 アッパレ火曜日のいろいろなことを整理しよう!（2015年12月1日）

様々な企画や大会をやりすぎて情報が交錯した状況の中、翌週のスペシャルウィークに向けて企画を整理。
- 大悟の冬服コーディネート対決（2015年12月8日）

スペシャルウィーク特別企画。出演女性陣（吉木・篠崎・久松）が予算1万円で大悟の服をコーディネートし、大悟が最も気に入った服は大悟が買い取り、選ばれなかった服は各々が自腹で買い取りリスナーにプレゼントする。吉木が勝利。
- 亮の毛ガニプレゼント（2015年12月8日）

スペシャルウィーク特別企画。腋毛対決で敗れた亮が毛ガニをプレゼント。今回抜いた腋毛の本数をリスナーが予想し、最も近かったリスナーにプレゼントする。結果、亮は33本の腋毛を抜き、リスナー1人だけがピタリと当てたため、亮の提案により松葉ガニをプレゼントする。
- こどもの日直前!アッパレ甘口カレー大会!（2016年5月3日）

辛いものが苦手な淳のために、レギュラー女性陣が「辛いものが食べられなくても美味しく食べられるカレー」を作り持参。レギュラー男性陣・神津P・エコリングの鑑定士が試食し、採点する。結果は、1位吉木、2位篠崎、3位久松。

備考
2015年3月31日放送開始。毎週生放送。
- 他曜日ではオープニングBGMがかかってからタイトルコールをしているが、火曜日のみBGM前のタイトルコールから入る。
- 火曜日のみ、その日の放送でのトークの流れに沿ったメールテーマが設定される。

スタッフ
- 構成：今井太郎

過去のスタッフ
- 構成：松本真一

### 2014年度
出演者（2014年4月1日 - 2015年3月24日）
- 千原ジュニア（千原兄弟）
- 桂三度
- 篠崎愛
- おのののか
- 山本吉貴

千原ジュニア班時代のコーナー
- お便りのコーナー

ふつおたのコーナー。
- ジュニ畑任三郎のコーナー

ジュニ畑任三郎がどのタイミングから犯人を疑っていたかを募集するコーナー。刑事ドラマ『古畑任三郎』のパロディー。
犯人「いつから疑っていたんですか？」→ジュニ畑「○○（説明）、行きましょう」が基本形式。
2014年11月11日 -
- 落語の下げっぽいことを言いましょうのコーナー

落語の下げ（落ち）で使われそうなフレーズを募集する。
2014年11月11日 -
- ジュニキュンのコーナー

千原ジュニアが女性から言われてキュンとなるフレーズを募集し、篠崎とおのが読み上げる。ジュニアの性癖に合わせてS寄りの投稿がメインとなる。
ゲスト
- 2015年

- 1月6日：三又又三
- 1月13日：ジャルジャル

備考・歴史
2014年4月1日放送開始。2015年3月24日終了。
- 『アッパレ千原ジュニアやってまーす!』の番組名が使われていた時期があった。
- 生放送をし、直後に翌週放送回を録音する2本録り方式だった。
- 千原ジュニアは、毎日放送のラジオ番組への出演歴が全くなかった。本番組出演は、本番組の構成であり、千原ジュニアと親しい放送作家の松本真一を通じて、依頼があったため。
- 本番組は関西ローカル（本番組開始時は、radikoプレミアム未加入）であるため、千原ジュニアは言いたいことが好きに言えると思い、出演を引き受けた。発言内容がすぐにインターネットニュースになることについて、苦言を呈した。

スタッフ
- 構成：松本真一

## 水曜日

### 2014年度 - 現在
出演者（2024年4月24日 - ）
- ケンドーコバヤシ
- アンガールズ（山根良顕・田中卓志、2017年4月12日 - ）
- 筧美和子 （2016年4月6日 - 2018年4月4日）(2024年4月24日 - )(復帰) 
- 江角怜音 (≒JOY、2024年4月24日 - )  

過去の出演者
- TETSUYA（L'Arc〜en〜Ciel、2014年4月2日 - 2016年3月30日）
- 高橋みなみ（当時AKB48、2014年4月9日 - 2016年3月30日）
- 森崎友紀（2014年4月2日 - 2016年3月30日）
- T.M.Revolution 西川貴教（2014年4月2日 - 2017年4月5日）
- 井上裕介（NON STYLE、2016年4月6日 - 12月7日・2017年4月5日）
- 向井慧（パンサー、2016年4月6日 - 2017年4月5日）
- 小倉優香（2019年5月8日 - 2020年7月29日）
- 柏木由紀（当時AKB48、2016年4月6日 - 2021年9月29日）
- 村山彩希（当時AKB48、2021年10月13日 - 2024年4月17日) 
- 沢口愛華（2021年10月13日 - 2024年4月17日) 

### コーナー
- お便りやってまーす!

お題に基づくトークコーナー。お題はリスナーから募集し女性出演者が箱の中からくじ引き形式で選択する。『ゴチャ・まぜっ!水曜日』の「ゴチャ・まぜっ!で喋れ!」と同内容。
- 田中さん、これって奇跡ですか？〜ケンコバの壁〜

出会い頭に同じ出演者に出会ったことからできたコーナーで、送られた内容がこれらと同じかどうかをケンコバが判定する。
BGMはキセキ。
- ケンドーコバヤシのSNS見つけました

フォロワーがちょうど12万人いるケンドーコバヤシのSNS（Twitter、Instagram、YouTube等）を見つけ、どんな内容をアップしていたのか報告するコーナー。
BGMは海 その愛
- 田中の蝶のコーナー

普通の人のように同じような方向に行くのに、ある一定の蝶がほかの方向に行くようなことを報告するコーナー。
元ネタは「女芸人No.1決定戦 THE W」から。
- ドドメ色見つけましたのコーナー

田中の股間への境目が見えてしまったことからできたコーナーで同じ色かどうかを田中が判定する。
BGMはパープルレイン
- 筧力

筧美和子が美輪明宏のモノマネに限界を感じたため、筧美輪明宏のコーナーに代わって作られたコーナーで、リスナーから寄せられた相談お便りに「なにこら、タコこら」と長州力のモノマネで答えていくコーナー。
筧の曜日移動により、2018年4月11日の放送で「柏木力のコーナー」をしたが1回で終了。2024年4月の復帰を機に復活。
- あ〜ん　大好き〜のコーナー

リスナーから送られた内容をやるすいメンバーに「あ〜ん　大好き〜」と言わせるコーナー。

### 過去のコーナー
- TETSUYAがまわします

TETSUYAが出演者のうち1人と行うトークコーナー。TETSUYAがトークにあまり参加しないために設けられたが、乗り気でなかったため数回で終了。
- TETSUYAがまわします特別編・新コーナー考えます

「TETSUYAがまわします」に代わる新コーナー案を募集する。
- 教えて森崎先生

リスナーからの投稿を読み上げる形式で、様々な物事の手順を森崎と高橋に教えてもらう。『ゴチャ・まぜっ!水曜日』の「セクシー監督井筒コバ幸」と同内容。
聞きようによってはエッチな内容にも取れるため、森崎が読み上げる場合はケンコバ扮する「白ブリのオッサン」が激しく反応するが、色気がない高橋の場合は一切反応しない。
- 名探偵タカノリ

リスナーからの依頼に基づき、まだまだ謎多き森崎の結婚生活を西川（貴教探偵）が解き明かす。
『名探偵コナン』のパロディで、BGMは名探偵コナンのメインテーマ。西川が真実を追及する際には江戸川コナンがするような子供口調で話す。途中からケンコバ扮する毛利小五郎に似た毛利コバ郎が登場し尋問するようになった。
- ○○とはのコーナー

秋元康の発言「AKB48とは高橋みなみのことである」を踏まえて「○○とは××のことである」のフレーズを募集する。
- NON STYLE井上裕介 僕のいいとこ送ってください

井上のいいところをリスナーから募集し発表。その後、お礼に「悪口5・7・5」と称した川柳を読み上げるコーナー。BGMはDay of the legendのForever Memories。
- セクシー探偵 毛利コバ郎

柏木と筧がこれから先、訪れるであろうセクシーな場面に上手く対処するため、リスナーから投稿された聞きようによってはエッチな内容に聞こえるアリバイを供述し、ケンコバ扮する毛利コバ郎による追及に耐えるコーナー。教えて森崎先生と同内容。
名探偵タカノリと同じく『名探偵コナン』のパロディで、BGMは名探偵コナンのメインテーマ。ケンコバは毛利小五郎風、西川は江戸川コナン風の口調で参加し、コバ郎にたしなめられるのがお約束。
- アイドルは危険がいっぱい ○○に気をつけろ!

柏木がアイドルとして大きく羽ばたくために「○○に気をつけろ、××だぞ!」に当てはまるフレーズを募集する。BGMはピンク・レディーのS・O・S。隔週放送で、当番組が録音放送の回に放送される。
- セクシーの巨塔

柏木と筧が、これから必ず訪れるであろうセクシーな場面に対処するため、セクシーな症状を告白し、セクシーの名医・コバ前（ぜん）教授とタナ前（ぜん）教授の診察を受ける。白い巨塔のパロディ。
- 美和子のアリか?ナシか? → 美和子のアリか?ナシか?デラックス

リスナーから送られたテーマについてメンバーで議論し最終的に筧がアリかナシかをジャッジするコーナー。BGMは藤谷美和子・大内義昭の愛が生まれた日。
- 筧美輪明宏

筧美和子が一番得意な美輪明宏のモノマネをしながらリスナーから募集したありがたいお言葉をいただくコーナー。
筧が美輪明宏のモノマネに限界を感じて2017年10月25日の放送で終了。
- ゆきりんVS美和子のおもいっきり生バトル

柏木と筧に対決してほしいテーマを募集し、実際に生放送でバトルをするコーナー。先に5敗したほうが田中考案の罰ゲームを受ける。BGMは狙いうち。
- 柏木統括本部長

「筧美輪明宏のコーナー」「筧力のコーナー」に続くエンディングコーナー。リスナーから寄せられた望みにRIZINの高田統括本部長のモノマネで答えていくコーナー。
柏木がモノマネをしたあと、ケンコバが正解と称して高田のモノマネを披露する。柏木が正解を出すことができたらコーナー終了予定であったが、柏木や他出演者らが共感を覚えずに2018年5月30日放送回で終了。
- 質の悪い女

リスナーが身近で見つけた質の悪い女をアンガールズ 田中に報告し、質の悪い女かどうか判断してもらうコーナー。
毎回、「10番セカンドトケ」が全く質の悪くない女を紹介し田中がキレる番組定番のくだりがある。トケがメールで毎回書く「〜ということもあり」の言い回しは、2017年12月27日放送で発表された「アッパレやってまーす!水曜日 流行語大賞」で1位を獲得した。
- 冷たい山根

昔と違って最近のアンガールズ のコントは山根が冷たくないとケンドーコバヤシの発言をきっかけに始まったコーナー。テレビなどで見かけた山根の冷たい言動をリスナーがケンコバに紹介するコーナーである。
- 「天才ですか？」

チェーン展開している飲食店などでのオリジナルな食べ方や裏技を紹介するコーナー。ケンコバがいきなり!ステーキの裏技を実行した際に店員から「天才ですか？」と言われて始まった。
- 地獄契約救済企画！女の子限定！「田中さん、聞いて下さい」

ケンドーコバヤシに彼女ができるまで女の子と付き合ってはいけない地獄契約を結んだことに甘えて彼女を作る努力を怠ったアンガールズ田中が少しでも女の子と触れ合えるように、「田中さん、聞いて下さい」からはじまるメールを女の子限定で送ってもらってトークするコーナー。BGMはシャ乱Qの「いいわけ」。
ハガキで送る際は女の子っぽいイラストを添えるように呼びかけてイラストが届く。イラストのタッチから男性が成りすましで送っているのではないかと田中以外の出演者は疑っている。これらのハガキは2018年9月15日、16日に開催されたイベント『万博へGO with MBS 2018』にて「ほのぼのイラスト休憩所」として展示された。
2018年4月25日放送回より本格的に始動したが、2回目の5月9日放送回ですでに便りが途絶える。女性リスナーが存在しているか確かめるために柏木にメールを送ってもらい、コーナーの存続を決。
5月23日放送回時点で柏木に94通、田中に7通メールが届いた。その結果、柏木と田中が週替わりで女の子からのメールを読むコーナーへ変化した。その後もメールやハガキが途絶えて9月5日放送回で終了し。柏木のコーナーだけ存続する。
- マイナス雪だるま姉さんは人気者[注 30]

柏木を好きだと言っている男性の情報を送ってもらうコーナー。お便りの最後は「その人はデカチンです」で締めるのが決まりであり、内容は「卓志坊や - 」同様全て嘘である。BGMはNGT48の青春時計。
- お笑いマナーうるさ人間

テレビなどでお笑いのマナーについて口うるさく言っている人をリスナーが紹介するコーナー（収録回のみ・不定期）。紹介される人物は100%の確率でTのK本である。
派生コーナーとして「お笑いマナー無視人間」「お笑い予測簡単人間」があり、紹介される人物はそれぞれパトリック・ハーラン、パンサー尾形である。
- 小倉優香の20歳(ハタチ)の教えて!

2019年5月22日開始。小倉に最新の流行している物事の情報を送ってもらい紹介するコーナー。
- ゆきりんvs優香のおもいッきり生バトル

2019年5月22日開始（基本、生放送回のみ）。柏木と小倉に対決してほしいテーマを募集し、実際に生放送でバトルをするコーナー。先に5勝した場合は男性陣から好きなものをプレゼント。先に5敗したほうが田中考案の罰ゲームを受ける。BGMは狙いうち。
2020年7月29日放送回で諸事情でコーナー終了。
- 教えて、柏木先輩

AKB48最年長の柏木が後輩からの問いかけになんでも答えられるように、リスナーから募集する疑問に先輩らしく回答するコーナー（収録回のみ・不定期）。その回答が「名回答」か「おバカ回答」かをケンドーコバヤシ、アンガールズがジャッジする。BGMは口移しのチョコレート。
- 卓志坊やは人気者

アンガールズ田中を好きだと言っている女性の情報を送ってもらうコーナー（収録回のみ・不定期）。お便りの最後は「その子はFカップです」で締めるのが決まりであり、内容は全て嘘である。山根曰く「田中をおちょくるコーナー」。BGMはアーノルド坊やは人気者の主題歌。2020年8月12日放送回から急遽、番組的に緊急事態のためコーナーが復活。
- 「100日後に○○する」コーナー

水曜メンバーや芸能人が100日後に何かをするオリジナルストーリーをリスナーから募集し紹介するコーナー（基本、生放送回のみ）。BGMはありがとう。
- 由紀の生チャレ!

柏木がアイドルとして大きく羽ばたくために生放送中に色々なチャレンジをしてもらいたい事をリスナーから募集し、実際にチャレンジするコーナー（基本、生放送回のみ）。BGMはジェラシーパンチ。
チャレンジに5回成功すると柏木が出演者1人を指名し、その人が柏木の喜びそうなものを買ってきてもらう。5回失敗するとアンガールズ田中考案の罰ゲームを受ける。
2017年3月22日の放送で一度終了したが、2018年4月11日より再開。
2018年8月1日放送回で5回失敗したため、8月22日放送回で「鼻の下にマジックで線を一本描いてコンビニに寄る」罰ゲームを実行した。
2019年1月16日放送回で5回失敗したため、2月13日放送回で「目の下にマジックでアイブラックを描いてスーパーに寄る」罰ゲームを実行した。
2019年5月8日放送回で「ファイナル」と銘を打ち、突如としてコーナー終了。
2020年8月12日放送回から急遽、番組的に緊急事態のためコーナーが復活。
2021年9月22日放送回でコーナー完結だが村山欠席の代理時に一回だけ行われた。
- 女の子限定！「ゆきりん、聞いてください」

女性リスナー限定で柏木にメールを送ってもらうコーナー（収録回のみ）。コーナー成立の経緯は後述の『地獄契約救済企画！女の子限定！「田中さん、聞いて下さい」』の項目を参照。BGMは不明であるが、出演者から「スーパーロボット大戦の待機シーンにかかってる曲みたい」と指摘される。
2018年8月22日放送回から、男子中高生が描きそうなイラストのハガキも読むようになっている(これらのハガキは2018年9月15日、16日に開催されたイベント『万博へGO with MBS 2018』にて「ほのぼのイラスト休憩所」として展示された)。
- ゆきりんのクイズでGO!GO!

柏木が「クイズを作るほうは苦手だが、答えるほうは得意」と発言して生まれたコーナー（収録回のみ・不定期）。リスナーがクイズ(主になぞなぞ)を出題し、柏木が回答。不正解や他出演者が先に正解をした場合はしっぺや手に落書きなどの罰ゲームを受ける。クイズを出題する前に出演者が「ゆきりんのクイズでGO!GO!」と掛け声を出す。
コーナータイトルは1991年に稼働されたアーケードゲーム『ゆうゆのクイズでGO!GO!』を参照。BGMは天使のボディーガード。
- 柏木由紀 31の名言

柏木がこれまでに発言したものから名言リスナーが見つけ出し、紹介してもらうコーナー（基本、収録回のみ）。採用すると判定された名言は2022年カレンダーとして纏める予定だったが、柏木が2021年9月で番組卒業となりカレンダー企画は頓挫してコーナーとともに事実上終了した。
BGMは365日の紙飛行機
- 弁護士ゆいりー田中さんは禿げてません

村山彩希がリスナーからの投稿を全力で弁護するコーナー。
- ゆいりーさん聞いてください

沢口愛華が特に趣味のない村山彩希におすすめのものを伝えるコーナー。
- ゆいりーVS沢口の思いっきりマジバトル

このコーナーはリスナーのかたから村山彩希と沢口愛華に対決して欲しいテーマを募集し、実際に放送でバトルをするコーナー。先に10勝した場合は男性陣の中から一人を指名して喜ぶであろう物を買ってきて貰う。
番外編
2022年2月2日：大家志津香VS村山彩希
2022年2月9日：大家志津香VS沢口愛華
2022年3月2日：行天優莉奈VS沢口愛華
- 入射角と反射角のコーナー

同じ行動や建物などとは真逆のことを報告するコーナー
BGMは後から前から

### 主な企画
- アッパレやってまーす！水曜日 流行語大賞

番組内での1年間の発言や話題になった事柄からリスナーが投票した結果をカウントダウン形式で発表する企画。2017年から行われた。
| 2017年（発表：12月27日） | 2017年（発表：12月27日）                              | 2017年（発表：12月27日）                                                                                     | 2017年（発表：12月27日） |
| 順位                     | 流行語                                                | 説明 |                          |
| ------------------------ | ----------------------------------------------------- | --- | ------------------------ |
| 1                        | 〇〇ということもあり                                  | 「質の悪い女」に投稿するRN :とけの田中を怒らせる言い回し                                                     |                          |
| 2                        | ガードレールをぴょんと跳んで                          | カラオケを全員で歌うほど出演者を夢中にさせたNGT48「青春時計」の一節                                          |                          |
| 3                        | スキャンダルスリー                                    | 柏木由紀・指原莉乃・峯岸みなみの仲良し3人組に対する番組内の総称                                              |                          |
| 4                        | ケンドーコバヤシのファミリーヒストリー                | NHK「ファミリーヒストリー」でアンガールズ田中が絶賛する放送回 スプーンの話やお遊戯会でのワニ役の話がオススメ |                          |
| 5                        | 村の処女が生贄に差し出されるような曲                  | AKB48「願いごとの持ち腐れ」を聞いたケンドーコバヤシの感想                                                    |                          |
| 6                        | 引き続きSNSをチェックして下さい                       | 番組最後の告知コーナーでの筧美和子の発言                                                                     |                          |
| 7                        | 胴長                                                  | 柏木の身体的特徴                                                                                             |                          |
| 8                        | 俺の人生、どっかで逆転させてくれよ！                  | 学生時代から不遇な境遇であった田中の魂の叫び                                                                 |                          |
| 9                        | いつかできるから今日できる                            | 映画「あさひなぐ」を鑑賞してケンコバを夢中にさせた乃木坂46のシングルタイトル                                 |                          |
| 10                       | お笑いマナーうるさ人間                                | マナーに厳しいTのK本にたいして田中がつけた呼び名                                                             |                          |
| 番 外 編                 | ケンコバによろしく                                    | |                          |
| 番 外 編                 | えとう窓口さんって誰でしたっけ？                      | |                          |
| 番 外 編                 | NON STYLE井上が良いと言っていた自分を恥じたほうがいい | |                          |
| 番 外 編                 | I HATE MYSELF                                         | |                          |
| 番 外 編                 | 私の乳首ぼやぼやなんです                              | |                          |
| 番 外 編                 | 目黒川の大蛇                                          | |                          |
| 番 外 編                 | 結婚するならケンコバさん                              | |                          |
| 番 外 編                 | コアラ小嵐                                            | |                          |
| 番 外 編                 | 残尿が本尿                                            | |                          |
| 番 外 編                 | 「それがエビ中のやり方か」「おかずクラブも出てます」  | |                          |

| 2018年（発表：12月26日） | 2018年（発表：12月26日）                               | 2018年（発表：12月26日）                                                                    | 2018年（発表：12月26日） |
| 順位                     | 流行語                                                 | 説明                                                                                        |                          |
| ------------------------ | ------------------------------------------------------ | ------------------------------------------------------------------------------------------- | ------------------------ |
| 1                        | お笑いマナーうるさ人間                                 | マナーに厳しいTのK本にたいして田中がつけた呼び名（2017年10位で唯一の2年連続ランクイン）     |                          |
| 2                        | 頼むぞSexy Zone、Sexy Zoneで「Sexy Zone」              | 紅白の司会を練習している際の田中によるSexy Zoneへの曲振り                                   |                          |
| 3                        | これがナベプロのやり方か                               | 自身の遅刻を糾弾するナベプロ所属のアンガ・柏木に対して反抗したケンコバの発言                |                          |
| 4                        | えーっと                                               | 田中が「お便りやってまーす」時に真似するする柏木の口癖                                      |                          |
| 5                        | 天才ですか？                                           | いきなり!ステーキや磯丸水産などのチェーン店で独自の裏技を披露したケンコバに店員が言った発言 |                          |
| 6                        | 店の名前だけ教えてください                             | 柏木がケンコバに送ったLINEの一文                                                            |                          |
| 7                        | 風俗太郎                                               | 地方の通俗店通いを趣味とするケンコバのマネージャーのあだ名                                  |                          |
| 8                        | 占い師は権力者のおもちゃ                               | 山根が占い師を評した発言、5月には島田秀平をゲストに招き激論を交わした                       |                          |
| 9                        | スーパーロボット大戦の作戦タイムのBGM                  | 「ゆきりん、聞いてください」時に流れる曲に似ているBGM（実際は別曲）                         |                          |
| 10                       | 地獄契約                                               | ケンコバと田中か結んだ彼女や結婚にまつわる契約                                              |                          |
| 番 外 編                 | 失礼する                                               |                                                                                             |                          |
| 番 外 編                 | 駆け出したで                                           |                                                                                             |                          |
| 番 外 編                 | ほのぼのイラスト休憩所                                 |                                                                                             |                          |
| 番 外 編                 | あれは一生結婚できない                                 |                                                                                             |                          |
| 番 外 編                 | マイルで新婚旅行に行くのは嫌                           |                                                                                             |                          |
| 番 外 編                 | 歌ってないのでご自由に                                 |                                                                                             |                          |
| 番 外 編                 | ケンコバさんには会ったことないです                     |                                                                                             |                          |
| 番 外 編                 | 「お前風邪ひいてるやろ」「ひいてないです」「そうなん」 |                                                                                             |                          |
| 番 外 編                 | 吉本坂は紅白に絶対出れない                             |                                                                                             |                          |
| 番 外 編                 | いつもは太った人の膝みたいなのに                       |                                                                                             |                          |
| 番 外 編                 | そんな大きなチンチンしてあんたどうしたの               |                                                                                             |                          |

代役出演者
- 2014年

- 8月13日・20日：北原里英（当時AKB48） - 高橋欠席
- 9月3日：渡辺麻友（当時AKB48） - 高橋欠席
- 9月24日・10月1日：北原里英（当時AKB48） - 高橋欠席
- 12月3日：北原里英（当時AKB48） - 高橋途中参加

- 2015年

- 1月28日：大林素子 - 森崎欠席
- 2月4日：佐藤仁美 - 森崎欠席
- 2月25日・3月4日：高橋茂雄（サバンナ） - ケンコバ欠席
- 3月11日・18日：峯岸みなみ（当時AKB48） - 高橋欠席
- 3月25日・4月1日：松村香織（当時SKE48） - 高橋欠席
- 4月8日・15日：高柳明音（当時SKE48） - 高橋欠席
- 5月6日・13日：宮澤佐江（当時SKE48）・小杉竜一（ブラックマヨネーズ） - 西川欠席
- 5月20日・27日：小杉竜一（ブラックマヨネーズ） - 西川欠席
- 6月3日：佐藤仁美 - 西川・森崎欠席
- 6月10日：大林素子 - 西川・森崎欠席
- 7月1日・8日：兒玉遥（当時HKT48） - 高橋・西川欠席
- 7月29日・8月5日：永尾まりや（当時AKB48） - 7月29日は高橋・西川欠席、8月5日はTETSUYA欠席
- 8月12日・19日：大矢真那（当時SKE48） - 高橋欠席
- 11月4日・11日：松村香織（当時SKE48） - 西川欠席
- 11月18日・25日：武藤十夢（当時AKB48） - 高橋・TETSUYA欠席
- 12月2日：梅田彩佳（当時NMB48） - 高橋・西川欠席
- 12月9日：梅田彩佳（当時NMB48） - 高橋・西川途中参加
- 12月16日：高橋朱里（当時AKB48） - 高橋・西川途中参加

- 2016年

- 1月13日・20日：渡辺美優紀（当時NMB48） - 高橋欠席
- 2月24日・3月2日：高橋朱里（当時AKB48） - 高橋欠席
- 4月20日・27日：尾形貴弘・菅良太郎（パンサー） - 井上欠席
- 7月27日・8月3日：横山由依（当時AKB48） - 西川・柏木欠席
- 9月7日：武藤十夢（当時AKB48） - 柏木欠席
- 9月14日：北原里英（当時NGT48） - 柏木欠席
- 10月19日：田名部生来（当時AKB48） - 柏木欠席
- 10月26日：川本紗矢（当時AKB48） - 柏木欠席
- 12月14日：ジャルジャル - 井上・西川欠席
- 12月28日：菅良太郎（パンサー） - 井上欠席

- 2017年

- 1月11日 - 2月1日・2月22日 - 4月5日：石田明（NON STYLE） - 井上欠席、加えて2月22日・3月1日は西川欠席、4月5日は井上途中参加
- 2月8日・15日：菅良太郎（パンサー） - 井上・西川欠席
- 7月5日・12日：峯岸みなみ（当時AKB48） - 柏木欠席
- 9月13日・20日：向井地美音（AKB48） - 柏木欠席
- 11月22日・29日：原西孝幸（FUJIWARA） - ケンコバ欠席

- 2018年

- 9月12日・19日：峯岸みなみ（当時AKB48） - 柏木欠席
- 10月10日・17日：大家志津香（当時AKB48） - 柏木欠席
- 11月14日：コロコロチキチキペッパーズ - ケンコバ欠席
- 12月5日・12日：峯岸みなみ（当時AKB48） - 柏木欠席

- 2019年

- 1月30日・2月6日：峯岸みなみ（当時AKB48） - 柏木欠席
- 7月31日・8月7日：バービー（フォーリンラブ） - 田中欠席
- 8月14日・21日：斉藤アリス - 小倉欠席
- 11月20日・27日：EXIT - ケンコバ欠席
- 12月4日・12月11日：峯岸みなみ（当時AKB48） - 柏木欠席、12月11日は柏木途中参加

- 2021年

- 6月16日・23日：大家志津香（当時AKB48） - 柏木欠席
- 6月30日・7月7日：小栗有以（AKB48）（火曜日出演者) - 柏木欠席
- 7月14日・21日：大家志津香（当時AKB48） - 柏木欠席
- 7月28日・8月4日：横山結衣（当時AKB48） - 柏木欠席
- 8月11日・18日：村山彩希（AKB48） - 柏木欠席
- 8月25日・9月1日：大家志津香（当時AKB48） - 柏木欠席
- 9月8日・15日：行天優莉奈（当時AKB48・現KLP48） - 柏木欠席

- 2022年

- 1月5日・1月12日：山添寛（相席スタート） - ケンコバ欠席
- 2月2日・2月9日：大家志津香（元AKB48） - 田中欠席
- 3月2日・3月9日：行天優莉奈（当時AKB48・現KLP48）- 村山欠席
- 4月27日・5月4日：KAƵMA（しずる） - ケンコバ欠席
- 8月3日・8月10日：茂木忍(当時AKB48）- 村山欠席

- 2023年

- 3月1日・3月8日：藤本敏史 (FUJIWARA)  - ケンコバ欠席 
- 8月2日・8月9日：柏木由紀 (当時AKB48） - 村山欠席

ゲスト
- 2015年

- 8月26日：INORAN
- 10月14日：松村香織（当時SKE48）
- 12月9日：小嶋陽菜（当時AKB48）

- 2016年

- 3月9日：ハリウッドザコシショウ
- 6月1日：バッファロー吾郎

- 2017年

- 4月12日・19日：太野彩香（当時NGT48)・大滝友梨亜（当時NGT48)(コメント出演）
- 6月14日：矢野通
- 12月13日：太野彩香(当時NGT48)・日下部愛菜(NGT48)・清司麗菜（NGT48)(コメント出演)

- 2018年

- 3月28日：TのK本
- 4月25日：山口真帆（当時NGT48、コメント出演）
- 5月2日：島田秀平
- 5月16日：中山功太
- 6月6日：岩尾望（フットボールアワー）
- 8月15日：TのK本
- 12月26日：TのK本（電話出演）

- 2019年

- 4月17日：宜野座麻鈴・ココナ（OBP）
- 5月1日：ケン（水玉れっぷう隊）
- 11月6日・13日：久保田かずのぶ（とろサーモン）（6日は番組エンディングのみ参加）
- 12月18日：峯岸みなみ（当時AKB48）（生電話出演）

- 2021年

- 9月15日：TのK本(スタジオ乱入)

- 2022年

- 12月28日：山内瑞葵(AKB48)(電話出演

- 2024年

- 2月28日：島田珠代 

### 備考
2014年4月2日放送開始。
『アッパレT.M.Revolution西川貴教・ケンドーコバヤシやってまーす!』の番組名が使われていた時期があった。
2020年4月からこの曜日に限り、番組名が『小林友治アワー アッパレやってまーす!』に変更されている。
2021年10月6日は、“未公開おたよりスペシャル” として放送。
一人目：大家志津香（当時AKB48）・二人目：村山彩希（AKB48）・三人目：行天優莉奈（AKB48）
スタッフ
- ディレクター：石割聡（通称：石割D）
- 構成：岸本尚久（通称：ベティー）
- AD：国貞ゆき（通称：国貞ちゃん）

### 出来事
- 小倉優香が2020年7月29日放送分のエンディングで、「朝早く起きて夜早く寝る生活をして、ラジオが辛くなったので、辞めたいと事務所に言ったが3 - 4か月話してくれない」「番組を降板したい」と突如発言。翌週から番組出演を見合わせた。個人の身勝手・仕事放棄ともとれるこの発言は大きな波紋を呼び、他曜日の『アッパレ』のみならず土曜日の『オレたちゴチャ・まぜっ!〜集まれヤンヤン〜』やMBSラジオ以外の番組でも話題になる騒ぎとなった。MBS側は「小倉さんの今後の出演は未定」とし、関係各方面で協議に入るとの立場を示した。その後、8月26日にMBSの三村景一社長(当時)の定例記者会見で小倉の降板を正式に発表した。9月24日のオンライン会見後、10月以降も小倉の後任は置かない事を局が明らかにした。

## 木曜日

### 現在の出演者
2021年10月7日 -
- 城島茂（TOKIO）
- 鈴木拓（ドランクドラゴン）
- 鈴木美羽
- 鳥居みゆき（2023年4月6日 - ）
- ビビる大木（2023年11月30日 - ）
- 佐々木ほのか（アップアップガールズ（2））(2024年5月2日 -  ）

城島・さらば青春の光・齊藤は2021年秋改編にて土曜日から、鈴木拓・鈴木美羽は月曜日から異動。
代役出演者（2021年10月7日以降）
- 2021年

- 12月2日、12月9日：武元唯衣（櫻坂46） - 齊藤欠席
- 12月16日、12月23日：高瀬愛奈（日向坂46） - 齊藤欠席

- 2022年

- 4月7日、4月14日：武元唯衣（櫻坂46） - 齊藤欠席
- 4月21日、4月28日︰高瀬愛奈（日向坂46） - 鈴木美羽、齊藤欠席
- 5月27日: みなみかわ　-さらば青春の光(森田哲矢・東ブクロ)欠席
- 7月14日、7月21日: みなみかわ　-さらば青春の光(森田哲矢、東ブクロ)欠席

過去の出演者
- さらば青春の光（森田哲矢・東ブクロ、2023年10月12日放送分をもって降板）
- 齊藤京子（日向坂46）（2024年4月4日放送分で番組を卒業）

コーナー
- お便りのコーナー
- ゲスの勘ぐりHYPER
  - さらば青春の光と鈴木拓が世間にはびこる下衆いことや、下衆いヤツらをいじりまくるコーナー。タイトルを除き土曜日から継続。

- 京子レターのコーナー
  - 全国にお住まいの齊藤京子からのレターを紹介するコーナー。土曜日から継続。

- 美羽と京子のKG相談室
  - 鈴木美羽と齊藤京子がリスナーからの悩みを解決するコーナー。

- やる木サミット
  - 世代、ジャンルの違うメンバーが討論し、全員が納得する答えを導くコーナー。

- 美羽のツボ探りのコーナー
  - 鈴木美羽の笑いのツボとキャパを探るコーナー。齊藤欠席、代役出演者が居ない時にのみ行われる。土曜時代は尼神インター渚を対象に行っていた。タイトルを除き土曜日から継続。

過去のコーナー
- 「まだまだ続けます！」やる木 虎の穴NEO
  - 齊藤京子と鈴木美羽のバラエティ力アップを目的とした企画。

### 2020年度 - 2021年9月
出演者（2020年4月23日 - 2021年9月30日）
- 極楽とんぼ（加藤浩次・山本圭壱） - 当初からスタジオ出演。
- 小沢一敬（スピードワゴン） - 小峠と隔週入れ替えで出演。
- 小峠英二（バイきんぐ） - 小沢と隔週入れ替えで出演。
- 小林豊（当時BOYS AND MEN） - 開始当初は感染対策で、活動拠点の名古屋から東京へ移動できなかったため名古屋から電話出演していた。その後スタジオへの出演が可能となり、2021年1月現在は状況や緊急事態宣言の発令に応じてスタジオ出演と名古屋からのリモート出演を使い分けている。
- 大谷映美里（=LOVE） - 開始当初は池田と隔週でスタジオ出演（違う週は自宅からリモート出演）だったが、途中からスタジオ出演に統一
- 池田裕子  - 開始当初は大谷と隔週でスタジオ出演（違う週は自宅からリモート出演）だったが、途中からスタジオ出演に統一。

### 2014 - 2019年度
出演者（2014年4月3日 - 2020年4月16日）
- 城島茂（TOKIO）
- 次長課長（河本準一・井上聡）
- 小峠英二（バイきんぐ、2016年3月31日 - 2020年4月16日）
- 岡副麻希（2019年5月9日 - 2020年4月16日）

過去の出演者
- 河北麻友子（2014年4月3日 - 2017年4月6日）
- 蒼井翔太（2016年3月31日 - 2017年4月6日）
- 小嶋真子（当時AKB48、2014年4月17日 - 2018年4月5日）
- 最上もが（2017年4月13日 - 2018年4月5日）
- 今泉佑唯（元欅坂46）（2019年5月9日 - 2020年3月19日）

過去のコーナー
- こじまこに関西弁で言ってほしい

小嶋に関西弁で言ってほしいフレーズを募集する。
- アッパレリサーチ共通点を探せ

出演者がテーマに沿った回答を一斉に発表し共通点を探す。
- 河北麻友子の明日使える英語講座

河北がリスナーから募集した英語のフレーズを発表し、他の出演者が日本語訳を当てる。
- こじ夫人相談室

小嶋がリスナーからの悩みを解決する。こじ夫人は小嶋が「あっぱれデイズのコーナー」のコーナーで、投稿に対して毒舌であることから命名された愛称。
- ごはんですよ-1グランプリ

ごはんですよを使った料理のレシピを募集し想像で試食する。コーナー開始当初は実際に試食していたが、予算削減のため想像で試食する形式に変更となった。
- やる木メンバーが芸能界で1位になれそうランキング

やる木（アッパレやってまーす!木曜日の略）に出演しているメンバーが芸能界で1位になれると思われるランキングをリスナーから募集し発表する。当たっているかどうかは該当しているメンバー次第。
- 嘘つきは誰だダウトーク

嘘をつく出演者をくじ引きで決定した後に、出演者がテーマに沿ったトークを行う。その後に誰が嘘のトークを行ったかを出演者が相談して当てる。嘘つきが的中させられた場合は番組エンディングに川柳を発表する。
- アッパレゲストのコーナー

ゲストを招いてのトークコーナー。
- こじまこクイズダービー

高校のテストで11点を取ったことのある小嶋が答えられそうな簡単な常識問題をリスナーが出題し、小嶋が答える。他のメンバーは二つのグループに別れて小嶋が正解できるかできないかを予想してポイントを競う。
タイトルコールで使われるBGMは中京・小倉競馬場の特別競走で使われているファンファーレをアレンジしたもの。
- 芸能界勝手にランキング

やる木（アッパレやってまーす!木曜日の略）に出演しているメンバーおよび、メンバー以外の芸能人が芸能界で1位になれると思われるランキングをリスナーから募集し発表する。（※基本的な内容は後述の『やる木メンバーが芸能界で1位になれそうランキング』と同じ。）
- クイズぴったんこカンカク

MC陣の一人に質問をする。他のMC陣は予め回答を予想し、質問者の回答と合う人にポイントが与えられる。ポイントが少ない人には罰ゲームをする。
- やる木標語のコーナー

芸能人の名前を用いたあいうえお作文でつくった面白い標語をリスナーから募集する。
- 人物方程式のコーナー

「○○な人＝××」といった偏見的な方程式をリスナーから募集し、MC陣がその方程式が当てはまっているかどうかを判定する。
- プロ歌手ファー真子

小嶋真子改め「プロ歌手ファー真子」がリスナーを代弁し、『プロゴルファー猿』の主人公・猿谷猿丸のような口調で世の中の色々なものへ物申していく。コーナーの冒頭で歌われる歌詞は「つむじ風舞うスタジオで目指すはリスナーの胸の内このコーナーはプロ歌手ファー真子ことAKB48 の小嶋真子がいつも言いたくてもいえないリスナーの歯がゆい思いを代弁していくコーナーです。」である。
代役出演者
- 2014年

- 5月22日：川島明（麒麟） - 河本欠席
- 7月10日：中村静香 - 河北欠席
- 7月17日：堀田茜 - 河北欠席
- 8月21日・28日：向井地美音（AKB48） - 小嶋欠席
- 9月4日・11日：工藤綾乃 - 河北欠席
- 9月18日：綾部祐二（ピース）、原幹恵、高橋朱里（当時AKB48） - 河本・河北・小嶋欠席
- 9月25日：川島邦裕（野性爆弾）、原幹恵、内山奈月（当時AKB48） - 河本・河北・小嶋欠席
- 10月16日・23日：紫吹淳 - 河北欠席
- 10月30日・11月6日：込山榛香（AKB48） - 小嶋欠席
- 12月11日：宮﨑香蓮・鹿沼憂妃 - 河北欠席
- 12月18日：宮﨑香蓮 - 河北欠席
- 12月25日：鹿沼憂妃 - 河北欠席

- 2015年

- 1月1日：向井地美音（AKB48） - 小嶋欠席
- 1月8日・15日：岡田奈々（AKB48） - 小嶋欠席
- 2月5日：堀田茜、西野未姫（当時AKB48） - 河北・小嶋欠席
- 2月12日：北川弘美、込山榛香（AKB48） - 河北・小嶋欠席
- 4月16日：加藤玲奈（当時AKB48） - 小嶋途中参加
- 5月28日・6月4日：向井地美音（AKB48） - 小嶋欠席
- 7月9日：本坊元児（ソラシド） - 河本欠席
- 7月16日：R藤本 - 河本欠席
- 10月1日：徳井健太（平成ノブシコブシ）・鈴木Q太郎（ハイキングウォーキング） - 河本欠席
- 10月8日：徳井健太（平成ノブシコブシ）・久保田和靖（とろサーモン） - 河本欠席
- 10月15日・22日：パンサー - 河本欠席
- 12月10日・17日：横山由依（当時AKB48） - 小嶋欠席

- 2016年

- 7月21日：岩立沙穂（AKB48） - 小嶋欠席
- 7月28日：茂木忍（AKB48） - 小嶋欠席
- 8月4日：川本紗矢（当時AKB48）・西村瑞樹（バイきんぐ） - 小嶋・小峠欠席
- 8月11日：加藤玲奈（当時AKB48）・西村瑞樹（バイきんぐ） - 小嶋・小峠欠席
- 9月15日・22日：ハリウッドザコシショウ - 小峠欠席
- 11月10日：佐々木優佳里（AKB48） - 小嶋欠席
- 11月17日：飯野雅（当時AKB48） - 小嶋欠席
- 11月24日：岩立沙穂（AKB48） - 小嶋欠席
- 12月1日：佐々木優佳里（AKB48） - 小嶋欠席
- 12月22日：原幹恵 - 河北・小嶋欠席
- 12月29日：福田充徳（チュートリアル）・原幹恵 - 河本・河北・小嶋欠席

- 2017年

- 2月2日・9日：大島涼花（当時AKB48） - 小嶋欠席
- 3月30日：小栗有以（AKB48） - 小峠欠席
- 4月6日：AMEMIYA - 小峠欠席

- 2018年
  - 1月18日：小栗有以（AKB48）・倉野尾成美（AKB48） - 小嶋欠席
  - 1月25日：小栗有以（AKB48）・坂口渚沙（AKB48） - 小嶋欠席
  - 8月16日：ハリウッドザコシショウ - 小峠欠席
  - 8月23日：アキラ100% - 小峠欠席
  - 8月30日・9月6日：菅良太郎（パンサー）・たかし（トレンディエンジェル）・小嶋真子（当時AKB48） - 河本・井上欠席

ゲスト
- 2014年

- 8月14日：山本千尋（カイロプラクター）
- 8月28日：佐藤すみれ（当時SKE48）
- 9月4日：パク・ジョンミン
- 9月11日：青明寺浦正・瀬斗光黄・愛刃健水（風男塾）
- 9月18日：りょーくん（ニコニコ動画の歌い手）
- 10月23日：EDGE of LIFE
- 11月13日：Qoo Bee Little、番組エンディングに出演
- 11月20日：甲斐まり恵
- 11月27日：玉置成実
- 12月4日：武藤敬司
- 12月18日：山内鈴蘭（当時SKE48）

- 2015年

- 1月1日：藤本結衣・木元みずき（palet）
- 1月8日：朝比奈彩
- 1月15日：ローザユリ
- 1月22日：瞳みのる
- 1月29日：浜口順子
- 2月5日：澤山璃奈
- 2月12日：澤田かおり
- 2月19日：小坂温子
- 2月26日：本坊元児（ソラシド）
- 3月12日：茜沢ユメル
- 3月26日：天龍源一郎
- 7月2日：久松郁実
- 7月9日：藤江れいな（当時NMB48）
- 7月16日：ローザユリ
- 7月30日：ARCHAIC RAG STORE
- 8月6日：Signal
- 8月13日：渡邊真由・武田紗季（palet）
- 8月27日：団長（NoGoD）
- 9月17日：エレキコミック
- 9月24日：たけうち亜美
- 10月1日：安良波明里
- 10月8日：柳本絵美
- 11月19日：松元絵里花
- 11月26日：タカオユキ（みみめめMIMI）
- 12月3日：明日花キララ・ティア・永瀬あや・小野美公（恵比寿★マスカッツ）

- 2016年

- 1月7日：長江健次
- 1月21日：Tama
- 1月28日：木下望・高森紫乃（STARMARIE）
- 2月25日：アイアム野田・おおかわら（鬼ヶ島）
- 3月17日：上野優華

- 2018年

- 10月18日：エレキコミック
- 10月25日：葉加瀬マイ
- 11月1日：國森桜・福島雪菜（劇団4ドル50セント）

備考
2014年4月3日放送開始。
2020年4月23日から毎週生放送に変更。
『アッパレTOKIO城島やってまーす!』の番組名が使われていた時期があった。

## ちょこっとやってまーす!　→　アッパレやってまーす！〜土曜日です〜
2014年4月6日（5日深夜）、『ザ・ヒットスタジオ〜レッツゴーヤンヤン〜』の後番組として、当枠に残るTKOに中村アンを加えて『TKO・中村アンのちょこっと やってまーす!』として放送開始。
TKOのパートナーが朝比奈彩に代わるタイミングで冠を外した『ちょこっとやってまーす!』と改題。
2020年4月5日（4日深夜）から『アッパレやってまーす!〜土曜日です〜』へとさらに改題。同年4月26日（25日深夜）から新体制で放送している。

### 現在の出演者
2021年10月17日 -
- 極楽とんぼ（加藤浩次・山本圭壱）
- 小沢一敬（スピードワゴン） （ - 2023年12月31日）- さらば青春の光と隔週入れ替えで出演していた。2024年1月より当面の間活動自粛。
- さらば青春の光 （森田哲矢・東ブクロ）（2023年10月15日 - ） - 小沢と隔週入れ替えによる出演で2023年秋改編にて木曜日から異動。
- トム・ブラウン （布川ひろき・みちお）（2025年4月6日 - ）
- 大谷映美里（=LOVE）
- 池田裕子
- 河合郁人（A.B.C-Z）（2023年4月9日 - ）

いずれも、2021年秋改編で木曜日から異動。

### コーナー
- 池田裕子36（サーティーシックス）のコーナー[62]

木曜時代からのコーナー。池田の自虐的叫びを募集する。
開始当初は池田が33歳だったためタイトルは「池田裕子33（サーティースリー）のコーナー」だったが、誕生日を重ねるごとにタイトルも「34（サーティーフォー）」「35（サーティーファイブ）」などと1年ごとに改題している。
- みりにゃのささやき[62]

木曜時代からのコーナー。大谷に囁いてもらいたい言葉を募集する。
- 加藤面接[62]

土曜日への枠移動時に新設されたコーナー。この番組の後にやっている「オレたちゴチャ・まぜっ!〜集まれヤンヤン〜」に来年度の出演を希望するタレントを加藤浩次が面接する。
土曜日ではこのコーナーに限りスポンサーが付いている。

### 過去のコーナー
- ノムさんの夜もスッキリ[62]

リスナーからの悩み相談のメールに対して、山本圭壱がノムさん（野村克也）の名言で答えるコーナー。

### 過去の出演者
2021年10月10日 - 2022年4月9日
- 小林豊 - 自身の不祥事を受けて番組降板。

2021年10月10日 - 2023年9月28日
- 小峠英二（バイきんぐ） - 小沢と隔週入れ替えで出演で2023年の9月いっぱいで番組を卒業した。

2020年4月26日 - 2021年10月3日
- 城島茂（TOKIO）
- さらば青春の光（森田哲矢・東ブクロ）
- 尼神インター（誠子・渚、2018年4月8日 - 2021年10月3日、『ちょこっとやってまーす!』時代から引き続き出演していた）
- 齊藤京子（日向坂46）

城島・さらば青春の光・齊藤は2021年秋改編で木曜日へ異動。
過去のコーナー
- おきょんに言ってもらいたいセリフ　ビフォー・アフター
  - リスナーが齊藤京子(おきょん)に言ってもらいたいセリフを齊藤京子本人に言ってもらい、そのセリフを言った後のリアクションの言葉を予想するコーナー。「日清のどん兵衛」がスポンサーになり単発で終わるはずが2020年12月末まで続く。リアクションのセリフを当てた方には齊藤京子のサイン入りチェキに加え、日清食品からどん兵衛12食入り1ケースをプレゼント。外れても齊藤京子が気に入ったセリフを送った方には齊藤京子が好きなだけどん兵衛をプレゼント。齊藤京子がセリフを言えなかった場合もどん兵衛1ケースをプレゼント。

- お便りのコーナー
- ゲスの勘ぐりのコーナー
  - さらば青春の光が世間にはびこる下衆いことや、下衆いヤツらをいじりまくるコーナー。

- エピソードウルフ シーズン2(ワードウルフ シーズン6)
  - 出演者がお題に沿ったエピソードを30秒以上1分程度で話すが、ワードウルフに選ばれた人は嘘のエピソードを話す。全員のトーク後にそれぞれ誰がワードウルフだったかを予想し、シーズンを通してポイント数が最下位になった人は罰ゲーム。トーク中笑ったりグダったら-1ポイント。ワードウルフを当てたら+1ポイント、外せば-1ポイント。  ワードウルフが騙せたら+1ポイント。

- 「おきょん、こんな勉強も大事やぞ！空気を読めよ！」クイズ多いもんが勝ち
  - 齊藤京子(おきょん)がリモート出演となりスタジオに来れるようになるまでの限定コーナー。エピソードウルフでは齊藤京子のトーク力アップを、このコーナーではバラエティ番組で大切な常識力・洞察力・空気を読む力の向上を目指す。出演者全員に簡単な問題を出題し、いくつかある答えの内みんなが出しそうな答えを一つ回答する。答え合わせをして一番多かった回答を出した人の勝ち。齊藤京子がリモートから復帰するまでに一番得点が低かった人は罰ゲーム。多数派は+1ポイント、少数派は-1ポイント、的外れな回答は-2ポイント

- 京子レターのコーナー
  - 全国にお住まいの齊藤京子からのレターを紹介するコーナー。

- 渚と茂の人生の道標
  - 人生の道に迷った時、あなたの心に光を照らす珠玉の言葉。  そんな心に響く、様々な人の名言をリーダーの妄想とともに紹介するコーナー。渚が心震わせられたら「残す」。どうでもええわってなったら「消去」。

- 渚のツボのコーナー
  - 笑いの琴線が4歳児な渚と齊藤京子が思わず笑ってしまうようなことを送るコーナー。

- やる土 虎の穴
- 続・やる土 虎の穴
  - 齊藤京子のバラエティ力アップを目的とした企画。

#### ちょこっとやってまーす時代の出演者
- TKO（木本武宏・木下隆行、2014年4月6日 - 2017年4月2日）
- 中村アン（2014年4月6日 - 2016年4月9日）
- 朝比奈彩（2016年4月16日 - 2018年4月1日）
- 山崎彩（2016年4月16日 - 2017年4月2日）
- 葉加瀬マイ（2017年4月9日 - 2020年4月19日）
- 土生瑞穂（欅坂46、2017年4月9日 - 2020年4月19日）
- 牧野結美（2017年4月9日 - 10月1日）
- 大川藍（2017年10月8日 - 2018年4月1日）
- 沙央くらま（2018年4月8日 - 2020年4月19日）
- 栄藤仁美（2018年4月8日 - 2020年4月19日）

過去のコーナー
- ワイドショーぶってみよう!
  - その週に起きたニュースについて知っていても知らなくても語り合うコーナー。

- 真夜中の悪魔レシピ
  - ハイカロリーな料理やこの組み合わせは悪魔的と感じる料理をリスナーから募集するコーナー。

- ホテルニューアワジ presents バスルームにようこそ
  - 女子ならではの目線でリスナーの悩みに対して、意見を出し合うコーナー。

- メールテーマ
- ニコニコさせちゃうぞ! - ニコニコのり単独提供コーナー
  - リスナーのほっこりエピソードを受けて、そのエピソードのニコニコ度を採点するコーナー。2020年1月で終了。

- それな！ベスト5
  - お題に対して、出演者が思うベスト5を一人ずつ答えていくコーナー。「ニコニコさせちゃうぞ!」の後継コーナーとして2020年4月19日まで放送。

- 気まぐれ欅坂をやってみよう
  - 土生が所属する欅坂46の楽曲を出演者たちが挑戦するコーナー。2018年5月から月1回で「月イチ欅坂をやってみよう」のコーナー名で行われていたが、2019年4月以降は不定期となった。

- 深夜1時に思い出す、抱かれたい男
  - 出演者が気になる「抱かれたい男」について語るコーナー。1時の時報（時報CMのため中断）直後に放送していた。2020年4月19日まで。

- クイズ・私の業界裏ルール
  - パーソナリティの職業にちなんだクイズコーナー。

### ゲスト
- 2014年

- 6月1日： 武田紗季（palet）
- 10月5日：森脇健児

- 2015年

- 5月17日：三原勇希、山田菜々、山地まり - 中村欠席
- 5月24日：前田ゆう（predia）、三原勇希
- 7月25日：キム・キュジョン
- 9月5日：立花瑠菜、山地まり、杉浦亜衣 - 中村欠席

- 2016年

- 1月2日：はやぶさゆか（パシンペロン）
- 3月27日：梅本静香、寺田御子 - 中村欠席

- 2017年

- 10月29日：菅野結以

- 2018年

- 4月15日：山﨑ケイ(相席スタート) - 尼神インター&沙央欠席
- 4月22日：山﨑ケイ(相席スタート) - 尼神インター欠席
- 5月20日：ミスFLASH2018（小島瑠那・保﨑麗・麻亜子）
- 7月22日：ラバーガール - 土生は電話出演
- 8月12日：菅井友香（欅坂46） - 土生とともに電話出演
- 8月19日：ガンバレルーヤ - 尼神インター欠席
- 12月16日：小林由依（欅坂46）
- 12月23日：カホリ - 土生は電話出演

- 2019年

- 1月27日：Dream Shizuka
- 2月3日：小林由依（欅坂46）
- 2月24日：山﨑ケイ（相席スタート） - 誠子欠席
- 3月3日：小林由依（欅坂46）
- 4月21日：山﨑ケイ（相席スタート） - 尼神インター欠席
- 5月5日：小林由依（欅坂46）
- 5月19日：山岸奈津美
- 6月9日：ニコル
- 6月16日：小林由依（欅坂46）
- 9月22日：石渡真修、堀田竜成

### 備考
- 『TKO・中村アンのちょこっと やってまーす!』の名称が使われていた時期があった。
- 2017年4月2日（1日深夜）放送までは、コーナーは設けられておらず、リスナーからのメールを紹介しつつのフリートークで構成されていた。番組終了間際には後の時間帯番組である『オレたちゴチャ・まぜっ!〜集まれヤンヤン〜』の男性出演者がスタジオ入りし引き継ぎトークを行った。
- 2017年4月9日（8日深夜）から、『極楽とんぼオレたちちょこっとやってまーす!』開始に伴い、放送時間が0:00 - 1:20に30分繰り上がる。
- 『ちょこっとやってまーす』は生放送だったため、野球中継が延長になった場合は放送時間が削られる。2019年8月11日（10日深夜）放送回のように、5分間の放送となった事例もある。2014年7月27日（26日深夜）、2016年5月15日（14日深夜）、2018年10月28日（27日深夜）、同年11月4日（3日深夜。10月28日に続き2週連続）放送回は野球中継延長により放送休止となった。
- 2020年4月の『アッパレやってまーす！〜土曜日です〜』に改題・出演者入れ替え後は、収録放送となったため放送時間が削られることはなくなっていた（後に放送する『オレたちゴチャ・まぜっ!〜集まれヤンヤン〜』の時間短縮で対応）。しかし、2023年8月13日（12日深夜）は野球中継が長時間に渡り長引いた（この日放送した試合は12回まで延長された）事により初めて休止という対応が取られた。この日の放送は翌週に振替放送を行うなどの対応は取らず、完全な形での放送としてはお蔵入りとなった。翌週20日（19日深夜）放送分の番組冒頭ではこの休止について触れた上で、13日放送分はトークパートの一部を今後の放送で流していく対応を取る事が説明された。
- 2021年1月16日（15日深夜）はトンガで発生した火山噴火を起因として、日本の一部地域で津波警報・注意報が発令された影響を踏まえ、臨時ニュースが放送され、大半の内容が放送できなかったため、1月21日2:30ｰ3:59（20日深夜）に改めて放送される。

## 出演者の変遷
各曜日のメイン変遷
| 期間              | アッパレやってまーす!         | アッパレやってまーす!       | アッパレやってまーす!     | アッパレやってまーす! | ちょこっと ↓ 土曜日です |
| 期間              | 月曜日担当                    | 火曜日担当                  | 水曜日担当                | 木曜日担当            | 土曜日担当              |
| ----------------- | ----------------------------- | --------------------------- | ------------------------- | --------------------- | ----------------------- |
| 2014.04 - 2015.03 | （放送なし）                  | 千原ジュニア （千原兄弟）   | ケンドーコバヤシ 西川貴教 | 城島茂 （TOKIO）      | TKO                     |
| 2015.04 - 2017.03 | よゐこ                        | ロンドンブーツ 1号2号       | ケンドーコバヤシ 西川貴教 | 城島茂 （TOKIO）      | TKO                     |
| 2017.04 - 2018.03 | よゐこ                        | ロンドンブーツ 1号2号       | ケンドーコバヤシ          | 城島茂 （TOKIO）      | 朝比奈彩                |
| 2018.04 - 2019.05 | よゐこ                        | 宮迫博之 （雨上がり決死隊） | ケンドーコバヤシ          | 城島茂 （TOKIO）      | 葉加瀬マイ              |
| 2019.06 - 2020.03 | よゐこ                        | 小沢一敬 （スピードワゴン） | ケンドーコバヤシ          | 城島茂 （TOKIO）      | 葉加瀬マイ              |
| 2020.04 - 2021.09 | よゐこ                        | くっきー! （野性爆弾）      | ケンドーコバヤシ          | 極楽とんぼ            | 城島茂 （TOKIO）        |
| 2021.10 - 現在    | クロちゃん （安田大サーカス） | くっきー! （野性爆弾）      | ケンドーコバヤシ          | 城島茂 （TOKIO）      | 極楽とんぼ              |

出演メンバーの変遷
| 期間              | アッパレやってまーす!                          | アッパレやってまーす!                               | アッパレやってまーす!             | アッパレやってまーす!                                        | ちょこっと ↓ 土曜日です                                              |
| 期間              | 月曜日担当                                     | 火曜日担当                                          | 水曜日担当                        | 木曜日担当                                                   | 土曜日担当                                                           |
| ----------------- | ---------------------------------------------- | --------------------------------------------------- | --------------------------------- | ------------------------------------------------------------ | -------------------------------------------------------------------- |
| 2014.04 - 2015.03 | （放送なし）                                   | 桂三度 篠崎愛 おのののか 山本吉貴                   | TETSUYA 高橋みなみ 森崎友紀       | 次長課長 河北麻友子 小嶋真子                                 | 中村アン                                                             |
| 2015.04 - 2016.03 | アンガールズ 須田亜香里 田野辺実鈴             | 吉木りさ 篠崎愛 千鳥                                | TETSUYA 高橋みなみ 森崎友紀       | 次長課長 河北麻友子 小嶋真子                                 | 中村アン                                                             |
| 2016.04 - 2016.11 | アンガールズ TETSUYA 内田理央 山本彩           | 吉木りさ 篠崎愛 千鳥                                | 柏木由紀 筧美和子 井上裕介 向井慧 | 次長課長 河北麻友子 小嶋真子 蒼井翔太 小峠英二               | 朝比奈彩 山崎彩                                                      |
| 2016.12 - 2017.03 | アンガールズ TETSUYA 内田理央 山本彩           | 吉木りさ 篠崎愛 千鳥                                | 柏木由紀 筧美和子 向井慧          | 次長課長 河北麻友子 小嶋真子 蒼井翔太 小峠英二               | 朝比奈彩 山崎彩                                                      |
| 2017.04 - 2017.09 | 内田理央 山本彩 蒼井翔太 鈴木拓 坪倉由幸       | 吉木りさ 久松郁実 ニューヨーク                      | 柏木由紀 筧美和子 アンガールズ    | 次長課長 小嶋真子 小峠英二 最上もが                          | 葉加瀬マイ 牧野結美 土生瑞穂                                         |
| 2017.10           | 内田理央 山本彩 蒼井翔太 鈴木拓 坪倉由幸       | 吉木りさ 久松郁実 ニューヨーク                      | 柏木由紀 筧美和子 アンガールズ    | 次長課長 小嶋真子 小峠英二 最上もが                          | 葉加瀬マイ 土生瑞穂 大川藍                                           |
| 2017.11 - 2018.03 | 内田理央 山本彩 蒼井翔太 鈴木拓 坪倉由幸       | 吉木りさ 篠崎愛 久松郁実 ニューヨーク               | 柏木由紀 筧美和子 アンガールズ    | 次長課長 小嶋真子 小峠英二 最上もが                          | 葉加瀬マイ 土生瑞穂 大川藍                                           |
| 2018.04 - 2019.03 | 山本彩 鈴木拓                                  | 小沢一敬 松田大輔 筧美和子                          | 柏木由紀 筧美和子 アンガールズ    | 次長課長 小峠英二                                            | 土生瑞穂 尼神インター 沙央くらま 栄藤仁美                            |
| 2019.04 - 2019.05 | 山本彩 鈴木拓 谷まりあ                         | 小沢一敬 松田大輔 筧美和子                          | 柏木由紀 アンガールズ 小倉優香    | 次長課長 小峠英二 岡副麻希 今泉佑唯                          | 土生瑞穂 尼神インター 沙央くらま 栄藤仁美                            |
| 2019.06 - 2020.03 | 山本彩 鈴木拓 谷まりあ                         | 松田大輔 筧美和子                                   | 柏木由紀 アンガールズ 小倉優香    | 次長課長 小峠英二 岡副麻希 今泉佑唯                          | 土生瑞穂 尼神インター 沙央くらま 栄藤仁美                            |
| 2020.04 - 2020.07 | 鈴木拓 谷まりあ 鈴木美羽 若月佑美              | アインシュタイン 内田雄馬 小栗有以                  | 柏木由紀 アンガールズ 小倉優香    | 小沢一敬（隔週） 小峠英二（隔週） 小林豊 大谷映美里 池田裕子 | さらば青春の光 尼神インター （誠子・渚で各々隔週） 齊藤京子          |
| 2020.08 - 2021.03 | 鈴木拓 谷まりあ 鈴木美羽 若月佑美              | アインシュタイン 内田雄馬 小栗有以                  | 柏木由紀 アンガールズ             | 小沢一敬（隔週） 小峠英二（隔週） 小林豊 大谷映美里 池田裕子 | さらば青春の光 尼神インター （誠子・渚で各々隔週） 齊藤京子          |
| 2021.04 - 2021.09 | 鈴木拓 鈴木美羽 若月佑美 坂ノ上茜              | アインシュタイン 内田雄馬 小栗有以                  | 柏木由紀 アンガールズ             | 小沢一敬（隔週） 小峠英二（隔週） 小林豊 大谷映美里 池田裕子 | さらば青春の光 尼神インター （誠子・渚で各々隔週） 齊藤京子          |
| 2021.10 - 2022.03 | 坪倉由幸 二階堂高嗣 岩崎諒太 坂ノ上茜          | アインシュタイン 内田雄馬 小栗有以                  | アンガールズ 村山彩希 沢口愛華    | さらば青春の光 齊藤京子 鈴木拓 鈴木美羽                      | 小沢一敬（隔週） 小峠英二（隔週） 小林豊 大谷映美里 池田裕子         |
| 2022.04 - 2023.3  | 坪倉由幸 二階堂高嗣 岩崎諒太 坂ノ上茜 矢吹奈子 | 小栗有以 ハリウッドザコシショウ みなみかわ 内田雄馬 | アンガールズ 村山彩希 沢口愛華    | さらば青春の光 齊藤京子 鈴木拓 鈴木美羽                      | 小沢一敬（隔週） 小峠英二（隔週） 大谷映美里 池田裕子                |
| 2023.04 - 2023.09 | 坪倉由幸 二階堂高嗣 岩崎諒太 坂ノ上茜 矢吹奈子 | 小栗有以 ハリウッドザコシショウ みなみかわ 若井友希 | アンガールズ 村山彩希 沢口愛華    | さらば青春の光 齊藤京子 鈴木拓 鈴木美羽 鳥居みゆき           | 小沢一敬（隔週） 小峠英二（隔週） 大谷映美里 池田裕子 河合郁人       |
| 2023.10 - 2024.04 | 坪倉由幸 二階堂高嗣 岩崎諒太 坂ノ上茜 矢吹奈子 | 小栗有以 ハリウッドザコシショウ みなみかわ 若井友希 | アンガールズ 村山彩希 沢口愛華    | 齊藤京子 鈴木拓 鈴木美羽 鳥居みゆき ビビる大木               | 小沢一敬（隔週） 大谷映美里 池田裕子 河合郁人 さらば青春の光（隔週） |
| 2024.04 - 現在    | 坪倉由幸 二階堂高嗣 岩崎諒太 坂ノ上茜 矢吹奈子 | 小栗有以 ハリウッドザコシショウ みなみかわ 岬なこ   | アンガールズ 筧美和子 江角怜音    | 鈴木拓 鈴木美羽 鳥居みゆき ビビる大木                        | 小沢一敬（隔週） 大谷映美里 池田裕子 河合郁人 さらば青春の光（隔週） |

## 極楽とんぼオレたちちょこっとやってまーす!
- 2017年4月9日（4月8日深夜）から2020年3月29日まで、毎週日曜日（土曜日深夜）1時20分〜1時50分に放送されていた番組。全155回。山本復帰後初となる、極楽とんぼのレギュラー番組であった。20年4月からは「アッパレやってまーす!」木曜日に異動。
- 加藤が出演する、直後の番組オレたちゴチャ・まぜっ!〜集まれヤンヤン〜にも、山本は2時の時報まで出演してゴチャ・まぜっ！のレギュラー陣とトークしていた。時報の直前に翌週のメールのテーマを発表していた。
- 2017年3月26日（3月25日深夜）放送（2016年度・第50週）の「オレたちゴチャ・まぜっ!〜集まれヤンヤン〜」の冒頭で、加藤から2週間後に本番組がスタートすることが発表された。
- ゲストは、前枠「ちょこっとやってまーす!」または後枠「オレたちゴチャ・まぜっ！～集まれヤンヤン～」の出演者から呼ばれることが多かった。その他極楽とんぼと親交の深い芸人が呼ばれていた。

## アッパレ!ラジオトーカーやってまーす
2019年7月6日より『SUPER☆GiRLSのスーパーラジオ!』の後番組として毎週土曜23:30 - 0:00に放送。立ち位置としては「アッパレやってまーす!・土曜版」。
パーソナリティは井口綾子。井口は2019年4月13日まで同じ土曜日に放送の『オレたちゴチャ・まぜっ!〜集まれヤンヤン〜』にヤンヤンガールズ(10期生)として出演していた。
無料音声配信サービス「Radiotalk」とコラボした番組で、井口に話してほしいテーマやおすすめのラジオトーカーの情報などをRadiotalkからも募集している。公式ハッシュタグは「#いのやる」。
放送開始当時は番組ファミリーとして『ちょこっと』はあったものの『アッパレやってまーす!』の土曜版がなかったことから「アッパレやってまーす!・土曜版」として放送してきたが、このあと0時からの『ちょこっと』が『アッパレやってまーす!〜土曜日です〜』へ改題し、正式に「土曜版」がスタートすることから2020年4月3日（2日深夜）の放送より放送枠を移動し、『イマドキッ』の移動した後の枠である金曜0:30 - 1:00（木曜深夜24:30 - 25:00）へ移る。それとともにMBSワイドFM聴取推奨ゾーンレーベル「+music 906」の一番組となる。
2020年3月で終了。4月からは犬山紙子による『犬山の遠吠え!やってまーす』となった。

## 火曜日 - 木曜日の共通コーナー
あっぱれデイズのコーナー
周りで起こった出来事や友人・知人・家族とのエピソードで「これはあっぱれだ!」と思った「あっぱれメール」を募集する。パーソナリティは「あっぱれ度合い」に応じて最大3ポイントの「あっぱれポイント」を決定する。
木曜日はこのコーナーがメインのトークコーナーとなっている。ただし、小嶋真子の気分次第でポイント無しの「フラット」やポイント削減措置が行われるため、ほとんどの投稿に「あっぱれポイント」が与えられない。
ポイントが溜まれば番組ノベルティグッズがもらえる触れ込みだったが予告なく終了したために溜まったリスナーは皆無だった。
ハッピーバースデーのコーナー
放送当日に誕生日を迎えた、友人・知人・家族へのバースデーメッセージを送ってもらうコーナー。
千原ジュニアや西川貴教がコーナーの存在に疑問を呈することが何度かあり、番組開始数か月で行われなくなった。

## 特別番組
アッパレ直前先出しやってまーす!
2016年1月1日17:45 - 18:00
出演
西川貴教（T.M.Revolution）、高橋みなみ（AKB48）
アッパレ初出しやってまーす!
2016年1月1日18:30 - 19:55
出演
西川貴教（T.M.Revolution）、久松郁実、松元絵里花、朝比奈彩、大川藍、内田理央、星名美怜、佐藤美希、尾花貴絵
T.M.Revolution西川貴教のプリップリッ女子会やってまーす!
2016年6月18日19:00 - 20:00
出演
西川貴教（T.M.Revolution）、入矢麻衣、志村理佳（当時SUPER☆GiRLS）、寺田御子、平塚千瑛、星名美怜（私立恵比寿中学）、松元絵里花、緑川静香、吉田菫（Silent Siren）、和田安佳莉
グリコ プッチンプリンpresents プッチンやってまーす!
2016年11月3日 - 24日 21:49 - 21:59
出演
河北麻友子、小峠英二（バイきんぐ）

## ノベルティ
特製手書きステッカー
あっぱれデイズのコーナーで、合計20ポイント獲得者にプレゼント。
特製手書きスタンプ
あっぱれデイズのコーナーで、合計100ポイント獲得者にプレゼント。

## テーマソング
タイトルは「アッパレ いまどき乙女!」。作詞・作曲は番組プロデューサーの神津梓。2017年8月からは『オレたちゴチャ・まぜっ!〜集まれヤンヤン〜』に出演しているメロディー・チューバックが歌うアレンジの異なるものに変更された（CM前や切り替わり時の出演者によるジングルのBGMは同年7月以前のバージョンのまま）。兄弟番組『イマドキッ』テーマソングのメロディ別バージョン。

## 公開イベント
アッパレエビ中!ゴチャまぜ祭 in ナガシマスパーランド
2014年5月31日、ナガシマスパーランドで公開録音（2014年8月19日の『エビ中☆なんやねん』で放送）
出演
TKO、よゐこ、君島光輝、武田紗季、私立恵比寿中学、NON STYLE、palet
アッパレオレたちゴチャ祭〜万博からやってまーす〜
2014年9月13日、大阪万博記念公園「万博へGO! with MBS2014」内で公開生放送・公開録音（録音分は、2015年1月2日の『オレたちゴチャ・まぜっ!第2部』で放送）
出演
おのののか、次長課長、TKO、中村アン、石原夏織、ロバート、敦士、吉木りさ、君島光輝、武田紗季、桜井裕美、ラブリ、NON STYLE、U.K.、南かおり、palet
アッパレオレたちゴチャ祭〜万博からやってまーす〜
2014年9月14日、大阪万博記念公園「万博へGO! with MBS2014」内で公開生放送・公開録音（録音分は、2015年1月2日の『オレたちゴチャ・まぜっ!第1部』で放送）
出演
千原ジュニア、桂三度、ケンドーコバヤシ、森崎友紀、よゐこ、吉田照美、木﨑ゆりあ、浜村淳、U.K.、南かおり、LE VELVETS
〜ロッテ世界スイーツ紀行〜スペシャルティーパーティー アッパレやってまーす! 公開収録イベント
2014年10月31日、ヒルトン大阪にて公開収録（2014年12月24日の『水曜日』で放送）
出演
ケンドーコバヤシ、井上聡（次長課長）、森崎友紀、相川七瀬
アッパレオレたちゴチャ祭〜ナガシマスパーランドからやってまーす〜
2014年11月9日、ナガシマスパーランドにて公開収録（2015年1月7日の『水曜日』で放送）
出演
高橋みなみ、木﨑ゆりあ、小嶋真子、ケンドーコバヤシ、有野晋哉（よゐこ）、AKB48ナガシマ選抜（島崎遥香、横山由依、北原里英、峯岸みなみ、岡田奈々、西野未姫、向井地美音、加藤玲奈）、クロちゃん（安田大サーカス）
アッパレオレたちゴチャ祭〜ナガシマスパーランドからやってまーす〜
2015年5月16日、ナガシマスパーランドにて公開収録（2015年6月23日の『月曜日』で放送）
出演
高橋みなみ、北原里英、須田亜香里、柴田阿弥、有野晋哉（よゐこ）、アンガールズ、AKB48・SKE48ナガシマ選抜（峯岸みなみ、倉持明日香、内山奈月、高城亜樹、長久玲奈、大場美奈、惣田紗莉渚、古畑奈和、二村春香）、クロちゃん（安田大サーカス）
アッパレオレたちゴチャ祭〜万博からやってまーす〜
2015年9月12日、大阪万博記念公園「万博へGO! with MBS2015」内で公開生放送・公開録音（録音分は、2016年1月4日の『月曜日』で放送）
出演
よゐこ、ロンドンブーツ1号2号、次長課長、千鳥、アンガールズ、大久保佳代子、篠崎愛、中村アン、山田菜々
アッパレオレたちゴチャ祭〜万博からやってまーす〜
2015年9月13日、大阪万博記念公園「万博へGO! with MBS2015」内で公開生放送・公開録音（録音分は、2015年12月22日の『エビ中☆なんやねん』で放送）
出演
TKO、ケンドーコバヤシ、武井壮、森崎友紀、吉木りさ、河北麻友子、私立恵比寿中学
アッパレオレたちゴチャ祭〜ナガシマスパーランドからやってまーす〜
2015年11月28日、ナガシマスパーランドにて公開収録（2016年1月6日の『水曜日』で放送）
出演
北原里英、小嶋真子、木﨑ゆりあ、有野晋哉（よゐこ）、アンガールズ、徳井健太（平成ノブシコブシ）、AKB48ナガシマ選抜（柏木由紀、西野未姫、川本紗矢、岡田奈々、込山榛香、大和田南那、谷口めぐ、加藤玲奈）、クロちゃん（安田大サーカス）
アッパレイマドキッやってまーす!
2016年1月17日、ビバシティ彦根1階センタープラザで公開生放送
出演
アンガールズ、敦士、鹿沼憂妃、紗綾、南かおり
アッパレやってまーす!＠クラブピカデリー
2016年5月10日、クラブピカデリー梅田大阪で公開生放送
出演
ロンドンブーツ1号2号、千鳥、吉木りさ、篠崎愛、久松郁実
アッパレオレたちゴチャ祭〜万博からやってまーす〜
2016年9月10日、大阪万博記念公園「万博へGO! with MBS2016」内で公開生放送・公開録音（録音分は、2017年01月10日の『エビ中☆なんやねん』で放送）
出演
ロンドンブーツ1号2号、千鳥、徳井健太（平成ノブシコブシ）、大久保佳代子（オアシズ）、武井壮、内田理央、吉木りさ、篠崎愛、久松郁実、鹿沼憂妃、大川藍、私立恵比寿中学／浜村淳
アッパレオレたちゴチャ祭〜万博からやってまーす〜
2016年9月11日、大阪万博記念公園「万博へGO! with MBS2016」内で公開生放送・公開録音（録音分は、2017年1月2日の『月曜日』および1月5日の『木曜日で放送）
出演
濱口優（よゐこ）、TKO、アンガールズ、ケンドーコバヤシ、井上裕介（NON STYLE）、向井慧（パンサー）、次長課長、小峠英二（バイきんぐ）、蒼井翔太、河北麻友子、筧美和子、朝比奈彩、TETSUYA（L'Arc〜en〜Ciel）
アッパレオレたちゴチャ祭〜ナガシマスパーランドからやってまーす〜
2016年11月13日、ナガシマスパーランドにて公開収録（2017年1月3日の『火曜日』で放送）
出演
T.M.Revolution 西川貴教、有野晋哉（よゐこ）、AKB48ナガシマ選抜（渡辺麻友、柏木由紀、向井地美音、岡田奈々、小嶋真子、横山由依、峯岸みなみ、高橋朱里、木﨑ゆりあ、武藤十夢、加藤玲奈）
小説家になろうpresents アッパレやってまーす! in イルミナイト万博
2017年8月14日、大阪万博記念公園「イルミナイト万博〜夕涼み〜2017」内で公開収録（2017年9月4日の『MBSマンデースペシャル』で放送）
出演
有野晋哉（よゐこ）、鈴木拓（ドランクドラゴン）、蒼井翔太、吉木りさ
アッパレオレたちゴチャ祭〜万博からやってまーす〜
2017年9月16日、大阪万博記念公園「万博へGO! with MBS2017」内で公開生放送・公開録音（録音分は、2018年1月10日の『水曜日』で放送）
出演
よゐこ、木本武宏（TKO）、田村亮（ロンドンブーツ1号2号）、鈴木拓（ドランクドラゴン）、徳井健太（平成ノブシコブシ）、坪倉由幸（我が家）、アンガールズ、武井壮、葉加瀬マイ、内田理央、筧美和子、久松郁実、lol -エルオーエル-
アッパレオレたちゴチャ祭〜万博からやってまーす〜
2017年9月17日、大阪万博記念公園「万博へGO! with MBS2017」内で公開生放送・公開録音の予定だったが、台風の影響で中止のため、毎日放送茶屋町スタジオから生放送
出演
ケンドーコバヤシ、次長課長、小峠英二（バイきんぐ）、吉木りさ、ニューヨーク、最上もが、朝比奈彩、ジャングルポケット 、木下隆行（TKO）、大久保佳代子（オアシズ）、私立恵比寿中学、メロディー・チューバック
アッパレオレたちゴチャ祭〜ナガシマスパーランドからやってまーす〜
2017年11月5日、ナガシマスパーランドにて公開収録（2018年1月3日の『水曜日』で放送）
出演
T.M.Revolution 西川貴教、有野晋哉（よゐこ）、木本武宏（TKO）、アンガールズ、私立恵比寿中学
アッパレオレたちゴチャ祭〜ナガシマスパーランドからやってまーす〜
2018年2月17日、ナガシマスパーランドにて公開収録（2018年3月29日の『イマドキッ』で放送）
出演
有野晋哉（よゐこ）、鈴木拓（ドランクドラゴン）、蒼井翔太、欅坂46ナガシマ選抜（小池美波、土生瑞穂、今泉佑唯、尾関梨香、織田奈那、佐藤詩織、守屋茜、米谷奈々未）、lol -エルオーエル-
アッパレオレたちゴチャ祭〜万博からやってまーす〜
2018年9月15日、大阪万博記念公園「万博へGO! with MBS2018」内で公開生放送・公開録音
出演
よゐこ、宮迫博之（雨上がり決死隊）、小沢一敬（スピードワゴン）、 松田大輔（東京ダイナマイト）、筧美和子、アンガールズ、小峠英二（バイきんぐ）、 次長課長、伊波杏樹、尼神インター、葉加瀬マイ、坪倉由幸（我が家）、敦士、=LOVE、浜村淳
アッパレオレたちゴチャ祭〜万博からやってまーす〜
2018年9月16日、大阪万博記念公園「万博へGO! with MBS2018」内で公開生放送・公開録音
出演
私立恵比寿中学、TKO、かまいたち、大久保佳代子（オアシズ）、蒼井翔太、クロちゃん（安田大サーカス）、久松郁実、鈴木拓（ドランクドラゴン）、ケンドーコバヤシ、大川藍、祭nine.
アッパレオレたちゴチャ祭〜ナガシマスパーランドからやってまーす〜
2018年11月10日、ナガシマスパーランドにて公開収録（2019年1月1日および1月8日の『エビ中☆なんやねん』で放送）
出演
T.M.Revolution 西川貴教、有野晋哉（よゐこ）、木本武宏（TKO）、私立恵比寿中学、かまいたち
アッパレオレたちゴチャ祭〜ナガシマスパーランドからやってまーす〜
2019年6月1日、ナガシマスパーランドにて公開収録（2019年8月18日の『めっちゃ祭nine』で放送）
出演
有野晋哉（よゐこ）、鈴木拓（ドランクドラゴン）、日向坂46ナガシマ選抜（齊藤京子、井口眞緒、潮紗理菜、佐々木久美、丹生明里、宮田愛萌、渡邉美穂、上村ひなの）、祭nine.
アッパレオレたちゴチャ祭〜万博からやってまーす〜
2019年9月15日、大阪万博記念公園「万博へGO! with MBS2019」内で公開生放送・公開録音（2020年1月1日の『水曜日』で放送）
出演
山本彩、アンガールズ、小倉優香、小峠英二（バイきんぐ）、岡副麻希、今泉佑唯、大久保佳代子（オアシズ）、木下隆行（TKO）、伊波杏樹、葉加瀬マイ、蒼井翔太、久松郁実、かまいたち、祭nine.、ジャングルポケット
アッパレオレたちゴチャ祭〜万博からやってまーす〜
2019年9月16日、大阪万博記念公園「万博へGO! with MBS2019」内で公開生放送・公開録音
出演
よゐこ、鈴木拓（ドランクドラゴン）、谷まりあ、小沢一敬（スピードワゴン）、 松田大輔（東京ダイナマイト）、筧美和子、ケンドーコバヤシ、次長課長、武井壮、小嶋真子、クロちゃん（安田大サーカス）、クロちゃん（安田大サーカス）木本武宏（TKO）、私立恵比寿中学
アッパレオレたちゴチャ祭〜ナガシマスパーランドからやってまーす〜
2019年11月9日、ナガシマスパーランドにて公開収録（2020年1月8日の『水曜日』で放送）
出演
よゐこ、鈴木拓（ドランクドラゴン）、アンガールズ、欅坂46ナガシマ選抜（小池美波、土生瑞穂、井上梨名、武元唯衣、田村保乃）、M!LK（板垣瑞生、佐野勇斗、塩﨑太智、吉田仁人、山中柔太朗、曽野舜太）

## 配信
- 月曜日限定で、YouTubeのMBSラジオ公式チャンネル（MBS1179RADIO）にて毎週配信していたが2021年10月4日放送分を以って配信終了。かつては火・水曜も配信されていたが配信終了（配信された動画も削除済み）。
- 一部トークのみ抜粋したもので、10〜20分程度にまとめられている。
- 「アッパレやってまーす!」内で「ゴチャ祭」などの特番の公開収録を放送することがあり、その週の放送分は配信されない。
- 配信開始日（放送分）
  - 月曜日：2019年3月4日放送分〜2021年10月4日放送分
  - 火曜日：2020年4月21日放送分〜2021年3月
  - 水曜日：2019年3月6日放送分〜2021年3月